# Équipe de Tunisie olympique de football
Maillots
Actualités
L'équipe de Tunisie espoirs de football est une sélection des meilleurs jeunes footballeurs tunisiens constituée sous l'égide de la Fédération tunisienne de football. Elle prend part aux Jeux olympiques d'été.
En 2008, la fédération décide d'envoyer l'équipe disputer les éliminatoires du championnat d'Afrique des nations 2009.

## Parcours aux Jeux olympiques d'été
- 1896 : Non inscrit
- 1900 : Non inscrit
- 1904 : Non inscrit
- 1906 : Non inscrit
- 1908 : Non inscrit
- 1912 : Non inscrit
- 1920 : Non inscrit
- 1924 : Non inscrit
- 1928 : Non inscrit
- 1932 : Non inscrit
- 1936 : Non inscrit
- 1948 : Non inscrit
- 1952 : Non inscrit
- 1956 : Non inscrit
- 1960 : 1er tour
  -  Tunisie 1-6 Pologne
  -  Tunisie 1-2 Argentine
  -  Tunisie 1-3 Danemark
- 1964 : Tour préliminaire
- 1968 : Tour préliminaire
- 1972 : Tour préliminaire
- 1976 : Tour préliminaire
- 1980 : Tour préliminaire
- 1984 : Tour préliminaire
- 1988 : 1er tour
  -  Tunisie 2-2 Suède
  -  Tunisie 1-4 RFA
  -  Tunisie 0-0 Chine
- 1992 : Tour préliminaire
- 1996 : 1er tour
  -  Tunisie 0-2 Portugal
  -  Tunisie 0-2 États-Unis
  -  Tunisie 1-1 Argentine
- 2000 : Tour préliminaire
- 2004 : 1er tour
  -  Tunisie 1-1 Australie
  -  Tunisie 0-2 Argentine
  -  Tunisie 3-2 Serbie
- 2008 : Tour préliminaire
- 2012 : Tour préliminaire
- 2016 : Tour préliminaire
- 2021 : Tour préliminaire
- 2024 : Tour préliminaire

## Parcours au championnat d'Afrique des nations
- 2009 : Tour préliminaire
  - Libye 1-1  Tunisie
  -  Tunisie 1-1 Libye (5-6)